# Васіле Лука
Васіле (Ласло Антонович) Лука (8 червня 1898, село Сан-Катольна (Каталіна), Трансільванія, Австро-Угорська імперія, тепер повіт Ковасна, Румунія — 27 липня 1963, помер у в'язниці міста Аюд, Румунія) — румунський і радянський партійний і державний діяч, підпільник-революціонер, заступник голови Чернівецького міськвиконкому, міністр фінансів Румунської Народної Республіки. Член ЦК Комуністичної партії Румунії. Депутат Верховної Ради СРСР 1-го скликання від Чернівецької області (1941—1946).

## Біографія
Народився в родині коваля. З дитинства залишився сиротою, виховувався у дитячому притулку міста Сібіу. З тринадцятирічного віку навчався на слюсаря. До 1915 року працював слюсарем-механіком залізничних майстерень міста Брашова.
З 1915 року — в австро-угорській армії, учасник Першої світової війни. Із сімнадцятирічного віку розпочав революційну діяльність.
З 1918 року служив добровольцем в угорській «Національній гвардії», потім в «Дивізії Секлера». У 1919 році брав участь у створенні Угорської Радянської Республіки, служив у Червоній армії Угорщини. У 1919 році потрапив до румунського полону.
З 1919 року працював слюсарем-механіком залізничних майстерень Брашова, був одним із профспілкових діячів та став засновником комуністичної партії.
Член Комуністичної партії Румунії з 1922 року.
З 1923 року перебував на керівній підпільній роботі в Брашові, у 1924 році був призначений секретарем Брашовського повітового комітету Компартії Румунії.
У 1924 році заарештований за розповсюдження нелегального маніфесту та засуджений на десять років ув'язнення. Відбув три роки ув'язнення, у 1927 році був звільнений за амністією.
Після виходу з тюрми продовжив революційну діяльність серед робітників нафтових промислів та залізничників у Яссах, організовував страйки у Лупені та долині Жиу.
У 1933 році знову заарештований румунською владою та засуджений на двадцять років ув'язнення. Покарання відбував п'ять з половиною років у в'язницях Бухареста, Брашова, Ясс, Галаца, Тілішварі, Дофтани, Крайова і Жилави, а у 1938 році був звільнений.
Член Центрального Комітету Комуністичної партії Румунії з 1938 року.
У квітні 1940 року перебрався на Буковину та спробував нелегально перейти через румунсько-радянський кордон. Був заарештований румунською жандармерією та засуджений на вісім місяців ув'язнення. 28 червня 1940 року звільнений з Чернівецької в'язниці радянською владою.
У серпні 1940 — червні 1941 року — заступник голови виконавчого комітету Чернівецької міської ради депутатів трудящих.
Під час німецько-радянської війни з 1941 року перебував у евакуації в Москві. Був членом Закордонного бюро Комуністичної партії Румунії. Брав участь в організації румунської прорадянської дивізії «Тудор Владимиреску» на території СРСР.
У 1944 році повернувся до Румунії. Був одним із найбільш впливових членів ЦК і Бюро ЦК Компартії Румунії.
5 листопада 1947 — 9 березня 1952 року — міністр фінансів, віцепрем'єр-міністр (у 1949—1952), голова Національного банку Румунської Народної Республіки. На пленумі ЦК КП Румунії 1 березня 1952 року був звинувачений у «правому ухилі» та в помилках при плануванні економічного розвитку Румунії.
14 серпня 1952 року заарештований за наказом Георге Георгіу-Дежа. У жовтні 1954 року відбувся закритий судовий процес, на якому Васіле Лука був засуджений до смертної кари. Після подання прохання про помилування смертна кара була змінена на довічне ув'язнення. Помер у румунській в'язниці міста Аюд. У квітні 1968 року посмертно реабілітований.

## Звання
- майор Радянської армії
- бригадний генерал Румунської армії